# بنو هبل (یمن)
 بنو هبل  به عربی ( بنو الهَبل  )، روستایی است در عزلهٔ (خولان العالیة)، در ناحیهٔ (سحام)، در منطقهٔ شوکان، از توابع استان حَجّه در کشور یمن در شبه جزیره عربستان. 
جمعیت آن ۱۳۷ نفر (۹ خانوار) می‌باشد.
شاعر مشهور یمنی:(الحسن الهبل)، وقاضی القضاء:(احمد بن عبدالسهیل) الملقب به (الکحیل) از این روستا هستند.